# Dendrerpeton acadianum
Il dendrerpeton (gen. Dendrerpeton Owen, 1853) è un anfibio estinto appartenente al gruppo dei temnospondili, vissuto nel Carbonifero superiore (circa 318 - 314 milioni di anni fa). I suoi resti sono stati ritrovati in Nuova Scozia (Canada), nel ben noto giacimento di Joggins, e in Irlanda.

## Descrizione
Lungo non più di un metro, questo anfibio era simile a una odierna salamandra, ma possedeva un corpo più tozzo e zampe meglio adattate a uno stile di vita terrestre. Il cranio possedeva una notevole incisura otica, ovvero una fossa profonda che si apriva nella parte posteriore del teschio, che probabilmente ospitava un orecchio adatto a sentire suoni ad alta frequenza. Recenti ritrovamenti di fossili tridimensionali hanno confermato che il dendrerpeton possedeva un udito sviluppato: vi era una staffa robusta, originariamente utilizzata per irrobustire la struttura ma in seguito specializzatasi per consentire la trasmissione di suoni ad alta frequenza. L'intera regione timpanica e la scatola cranica sono simili a quelle di altri temnospondili primitivi, come le specie del genere Doleserpeton, ma anche a quelle degli anuri attuali (rane e rospi).

## Fossili
Numerosi resti fossili di questo animale sono stati ritrovati nel giacimento di Joggins (Nuova Scozia), nei tronchi cavi di giganteschi alberi, come Lepidodendron e Sigillaria. Il motivo di questa insolita conservazione è dovuto al fatto che le antiche foreste carbonifere erano periodicamente soggette ad alluvioni, e le basi degli alberi venivano seppellite. In seguito, gli alberi morivano e le parti superiori crollavano, lasciando solo le parti cave sepolte, che diventavano così profondi pozzi in cui cadevano rettili e anfibi primitivi. Il tetrapode più comune in questo giacimento era Dendrerpeton, ma sono noti anche alcuni antichi rettili (Hylonomus). I fossili di dendrerpeton sono generalmente appiattiti e schiacciati, e non permettono una chiara interpretazione dell'anatomia dell'animale; un ritrovamento tridimensionale è avvenuto solo di recente e ha reso possibile chiarire la morfologia della regione timpanica.

## Classificazione
Dendrerpeton venne descritto per la prima volta da Richard Owen nel 1853, sulla base di numerosi fossili ritrovati a Joggins, in Nuova Scozia. La specie tipo è Dendrerpeton acadianum, nota per molti esemplari disarticolati. Altre specie in seguito attribuite a questo genere, provenienti dal medesimo giacimento, sono D. oweni, D. confusum e D. helogenes. La prima, tuttavia, è stata riconosciuta come una variante individuale di D. acadianum, mentre per le altre due sussiste qualche dubbio. Dal giacimento di Jarrow, in Irlanda, provengono invece i fossili di D. rugosum, inizialmente attribuito a una specie del genere Erpetocephalus e riconosciuto come Dendrerpeton da Angela Milner nel 1980.

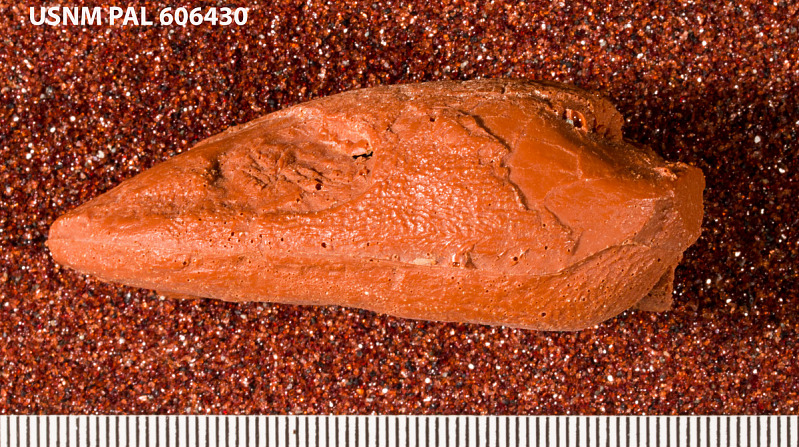
Cranio di Dendrerpeton acadianum

Dendrerpeton fa parte di una radiazione arcaica di anfibi temnospondili, i dendrerpetontidi, dalle spiccate attitudini terrestri e dalle caratteristiche ancora primitive, comprendenti anche il più antico Balanerpeton della Scozia.

## Bibliografia

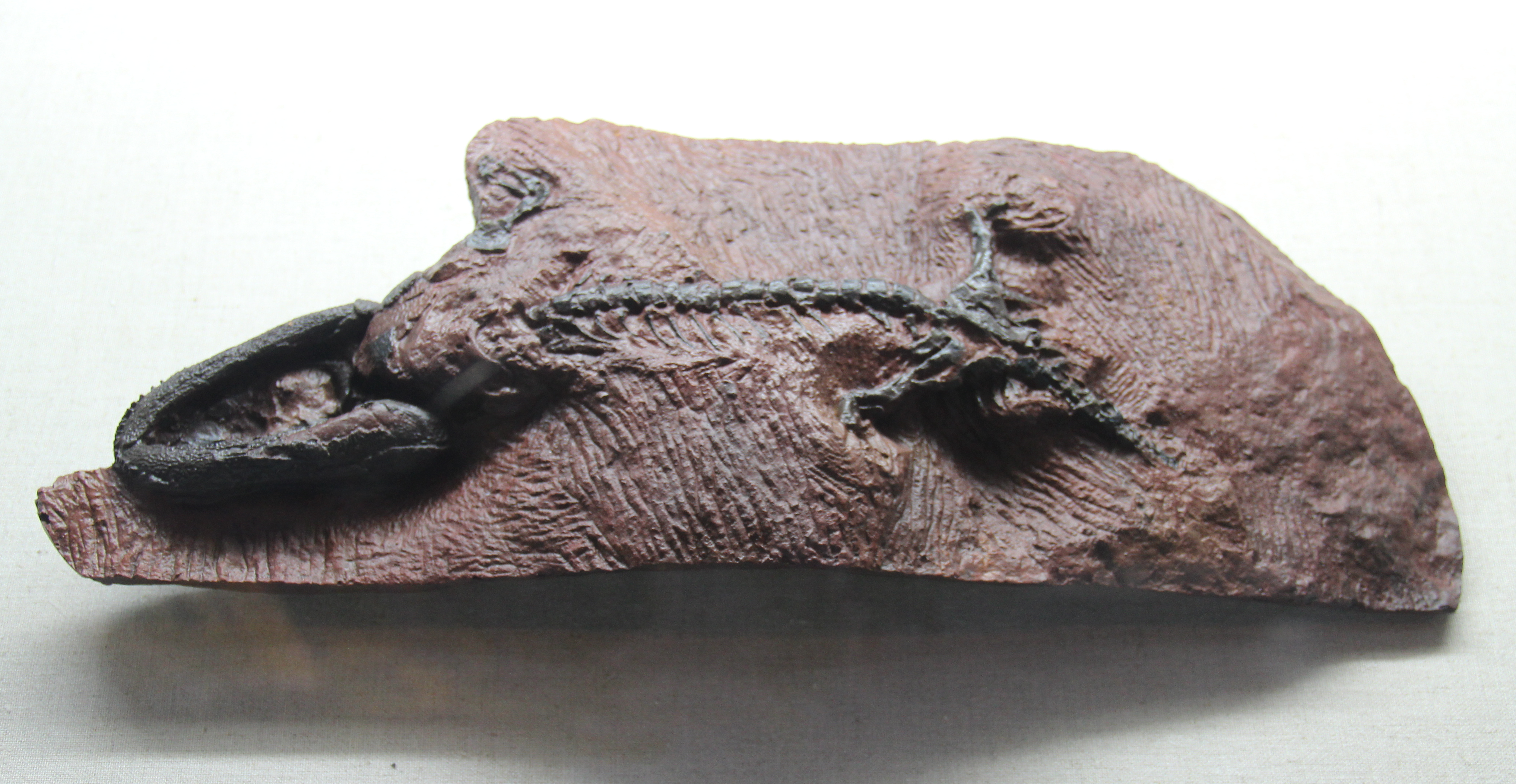
Fossile di Dendrerpeton acadianum